# Igor Apostolidis
Igor Apostolidis (griechisch Ιγόρ Αποστολίδης, * 15. September 1969 in Brünn, Tschechoslowakei) ist ein ehemaliger tschechisch-griechischer Eishockeyspieler und -trainer, der den Großteil seiner Karriere bei unterklassigen Klubs im deutschsprachigen Raum spielte, aber auch zweimal mit Iptameni Pagodromi Athen griechischer Meister wurde.

## Karriere
Igor Apostolidis begann seine Karriere als Eishockeyspieler in Österreich beim EK Zell am See, für den er drei Jahre in der zweitklassigen Nationalliga spielte. Nach einem Jahr beim Ligakonkurrenten EHC Montafon wechselte er 2001 nach Deutschland, wo er zunächst ein Jahr beim Deggendorfer EC in der Oberliga spielte. Nachdem die Niederbayern aus finanziellen Gründen den Spielbetrieb einstellen mussten, spielte er die folgenden beiden Jahre beim ESC Erfurt in der Regionalliga Ost. 2004 kehrte er nach Österreich zurück, wo er bis 2008 beim EC SV Spittal/Drau aktiv war, mit dem er 2007 in die drittklassige Oberliga aufstieg. Von 2008 bis 2010 spielte er für den griechischen Rekordmeister Iptameni Pagodromi Athen in der griechischen Eishockeyliga. Mit dem Klub gewann er 2009 und 2010 den griechischen Meistertitel. Nach dem zweiten Titelgewinn beendete er im Alter von gut 40 Jahren seine aktive Karriere.
Nach seiner aktiven Karriere wurde Apostolidis als Trainer tätig und war von 2010 bis 2013 Cheftrainer der griechischen Nationalmannschaft. 2017/18 war er Assistenztrainer der U16-Mannschaft des tschechischen HC Kometa Brno. Seit 2022 ist er in gleicher Funktion bei der Herren-Mannschaft von Hokej Vyškov tätig.

### International
Mit der Herren-Nationalmannschaft nahm Apostolidis zunächst 1999 an der D-Weltmeisterschaft teil. Nach neun Jahren Pause spielte er 2008 bei der Qualifikation, als er als Topscorer des Turniers maßgeblich am Erreichen der WM beteiligt war, und dann auch bei der Weltmeisterschaft der Division III und 2009 erneut in der Division III.

## Erfolge und Auszeichnungen
- 2007 Aufstieg in die österreichische Oberliga mit dem EC SV Spittal/Drau
- 2009 Griechischer Meister mit Iptameni Pagodromi Athen
- 2010 Griechischer Meister mit Iptameni Pagodromi Athen

### International
- 2008 Topscorer bei der Qualifikation zur Weltmeisterschaft der Division III